# Flavio Giovenale
Flavio Giovenale (ur. 5 czerwca 1954 w Murello) – włoski duchowny rzymskokatolicki, w latach 2012-2018 biskup Santarém, od 2018 biskup Cruzeiro do Sul.

## Życiorys
Święcenia kapłańskie otrzymał 20 grudnia 1981 w zakonie salezjanów. Był m.in. rektorem zakonnych seminariów w Manaus, dyrektorem centrum formacyjnego, ekonomem i sekretarzem amazońskiej prowincji zakonnej oraz prokuratorem misyjnym.
8 października 1997 został mianowany biskupem Abaetetuby. Sakry biskupiej udzielił mu 8 grudnia 1997 ówczesny arcybiskup Manaus, Luiz Soares Vieira. W latach 2011–2015 kierował także krajowym oddziałem Caritasu.
19 września 2012 otrzymał nominację na biskupa Santarém, zaś sześć lat później został mianowany biskupem Cruzeiro do Sul.